# Nationaal Park Tsjikoj
Nationaal Park Tsjikoj (Russisch: Национальный парк «Чикой») is een nationaal park gelegen in de Russische kraj Transbaikal. De oprichting tot nationaal park vond op 28 februari 2014 plaats per besluit (№ 158/2014) van de regering van de Russische Federatie en heeft een oppervlakte van 6.664,68 km². Nationaal Park Tsjikoj is anno januari 2016 het jongste nationaal park van Rusland. Het doel van het nationaal park is het beschermen en behouden van de unieke ecosystemen aan de bovenloop van de rivier Tsjikoj.

## Dierenwereld
Het gebied bestaat uit biotopen als bergsteppe, taiga en riviervalleien. De belangrijkste bosvormende soorten zijn hier de Siberische zilverspar (Abies sibirica), Siberische spar (Picea obovata), Siberische den (Pinus sibirica), Aziatische lariks (Larix dahurica), Siberische lariks (Larix sibirica) en grove den (Pinus sylvestris). De bossen vormen een optimaal leefgebied voor zoogdieren als bruine beer (Ursus arctos), sabelmarter (Martes zibellina), wild zwijn (Sus scrofa), eland (Alces alces), Siberisch ree (Capreolus pygargus), Siberisch muskushert (Moschus moschiferus) en het oessoerihert (Cervus canadensis xanthopygus).
Het nationaal park is ook de thuisbasis van vele soorten die op de Russische rode lijst van bedreigde soorten staan, zoals de manoel (Otocolobus manul), zwarte ooievaar (Ciconia nigra), visarend (Pandion haliaetus), steenarend (Aquila chrysaetos), zeearend (Haliaeetus albicilla), sakervalk (Falco cherrug), slechtvalk (Falco peregrinus), grote trap (Otis tarda), zwaangans (Anser cygnoides) en vele anderen. De rivieren en meren worden onder andere bewoond door de taimen (Hucho taimen).